# Надеждино
Надеждино (на украински: Надеждине) е село в южна Украйна, административен център на Надеждински селски съвет в Приазовски район на Запорожка област. Населението му е около 494 души (2001).
Разположено е на 11 m надморска височина в Черноморската низина, на 24 km северозападно от брега на Азовско море и на 18 km южно от град Мелитопол. Селото е основано през 1861 година от български преселници от преминалата на румънска територия част от Южна Бесарабия.